# Обшивка літального апарата
Обши́вка — оболонка, яка утворює зовнішню поверхню корпусу й оперення літального апарата, і слугує для надання їм обтічної форми. Від якості поверхні обшивки певною мірою залежать аеродинамічні характеристики планера літака.
Обшивка сучасних літальних апаратів виготовляється з окремих листів або панелей з алюмінієвих сплавів (а також неіржавної сталі і титану), відформованих за поверхнею фюзеляжу або крил. Незнімні листи або панелі кріпляться до каркаса найчастіше потайними заклепками, знімні — гвинтами з потайною головкою. Листи обшивки з'єднують встик. Можливе, особливо для обшивкових фюзеляжів, застосування крупномонолітних оребрених панелей і багатошарової обшивки з легким, зазвичай стільниковим, заповнювачем. Радіопрозорі елементи обшивки (обтічники антен) виконуються з монолітного або стільникового композиційних матеріалів. Останнім часом композити використовують також і як силові вузли і панелі обшивки.
Залежно від матеріалу, використовуваного для будівництва літального апарата, обшивка може бути:
- дерев'яна (фанера або шпон);
- металева: алюмінієві сплави, сталь, титан
- з композиційних матеріалів;
- полотняна (перкалева);
- з ламінованої плівки.

## Історія
Обшивку крил перших літальних апаратів виготовляли з полотна, просоченого лаком (звідси виникла сама назва), фюзеляжі часто обшивки не мали. Надалі обшивку стали робити з деревини — шпону та фанери, також просоченої лаком. З розвитком технологій, стали застосовувати обшивку з алюмінію, гофрованого і гладкого. Нині застосовується тільки гладка металева обшивка. Полотняна обшивка залишилася лише на легких літальних апаратах і то, як правило, дуже обмежено. Останнім часом її замінюють полімерними плівками.

## Силові види обшивок
В авіації розрізняють два типи обшивки — жорстка (несна) і м'яка.
В сучасному літакобудуванні переважає жорстка металева обшивка, оскільки вона найповніше задовольняє вимогам аеродинаміки, міцності, жорсткості та маси. Вона сприймає одночасно зовнішні аеродинамічні навантаження, згинальні і крутні моменти, а також перерізних сил, що діють на каркас літального апарата. Матеріалами для виготовлення жорсткої обшивки є: алюмінієві, титанові і металеві сплави, композиційні матеріали, авіаційна фанера. Сталь і титан використовують у конструкціях надзвукових літаків.
«М'яка» несилова обшивка до силової схеми не включається, аеродинамічне навантаження з обшивки передається зразу на каркас, наприклад крила. Матеріалом для виготовлення такої обшивки служить полотно (перкаль).

## Обшивка крила

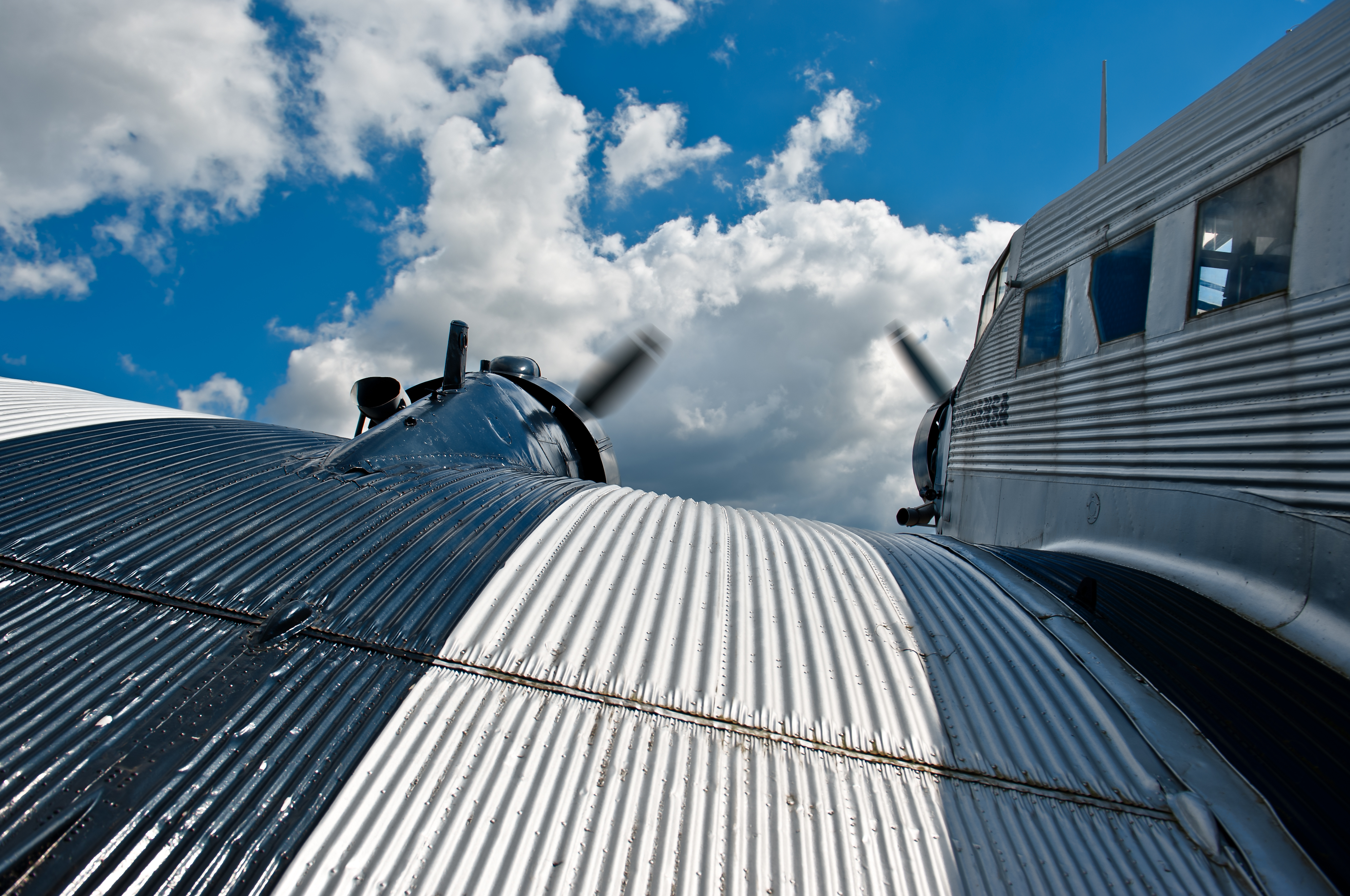
Частково несна гофрована дюралюмінієва обшивка Юнкерса-52

Обшивка крила і оперення, залежно від типу конструкції, може бути тонкою, підкріпленою стрингерним набором, або товстою, виконаною з монолітної пресованої або фрезерованої панелі, або тришаровою. Міжобшивковий простір при цьому заповнюється спеціальним заповнювачем (стільниками з фольги, пінопластом, спеціальним гофром тощо). Обшивка крила має бути жорсткою і зберігати задану форму. Утворення складок на обшивці веде до значного збільшення аеродинамічного опору.
Під дією згинального моменту верхня обшивка крила навантажена циклічними стискальними зусиллями, а нижня — розтягувальними. Тому для верхніх стиснутих панелей зазвичай використовують високоміцні матеріали, які добре працюють на стиск. Для нижньої розтягнутої обшивки використовують матеріали, що мають високі втомні характеристики. Для надзвукових літаків матеріал обшивки вибирають також з урахуванням нагрівання в польоті — теплостійкі алюмінієві сплави, титан або сталь або звичайні алюмінієві сплави.
Для підвищення живучості і міцності обшивки по довжині крила прагнуть максимально скоротити число стиків, оскільки вони мають значно менший ресурс, порівняно з основним полотном обшивки. Маса обшивки крила становить близько 25-50 % від його загальної маси.

## Обшивка фюзеляжу

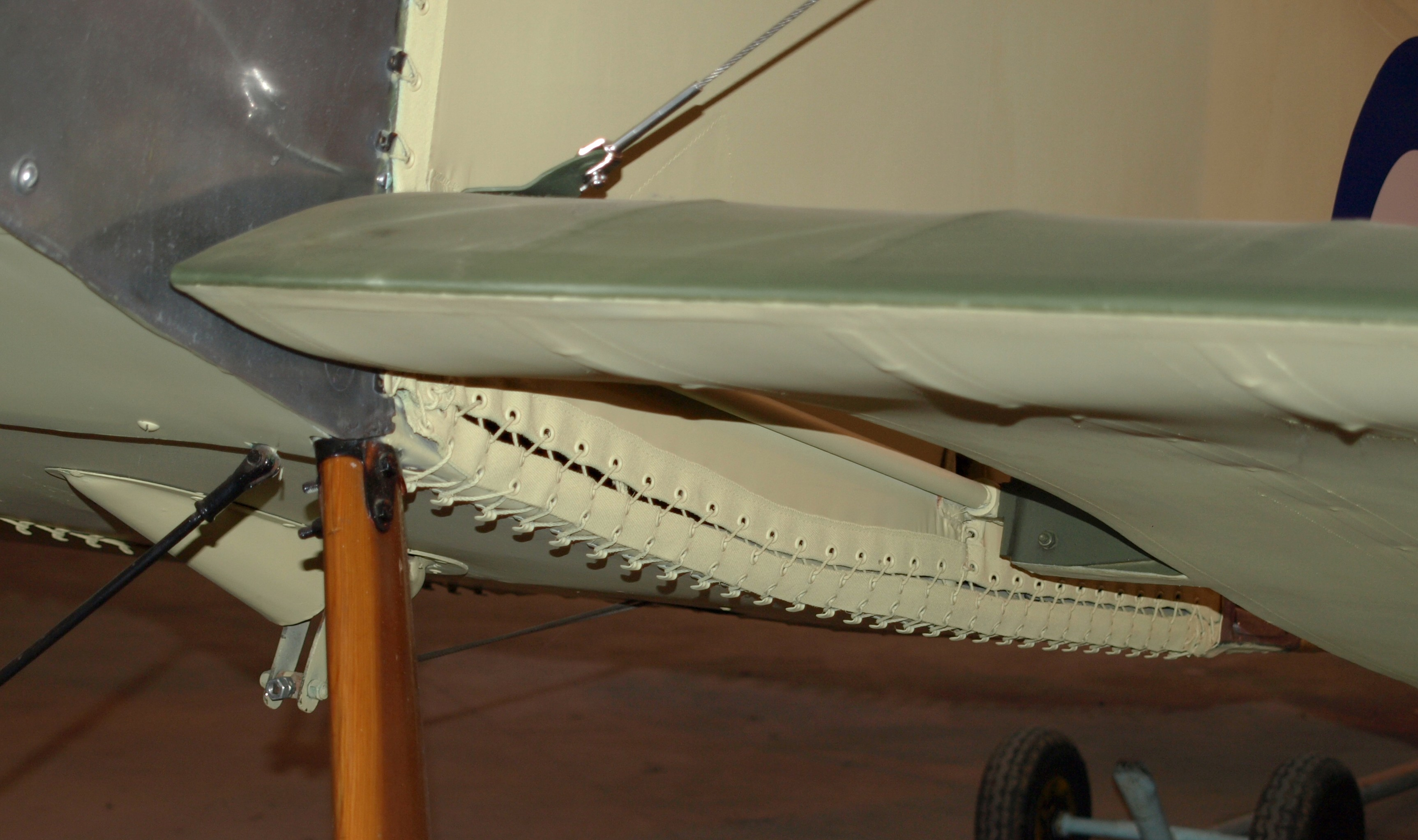
Полотняна обшивка біплана Sopwith Pup

Вибирається залежно від навантаження. Верхня зона обшивки сприймає розтягувальні зусилля всією площею обшивки та стрингерів, а нижня зона — стискальні навантаження тільки частиною обшивки, приєднаною до стрингерів. У герметичному корпусі товщина обшивки вибирається з урахуванням внутрішнього надлишкового тиску. Для підвищення живучості конструкції фюзеляжу на обшивці часто застосовують стрічки-стопери, для зупинення поширення тріщин.

### З'єднання елементів каркасу й обшивки

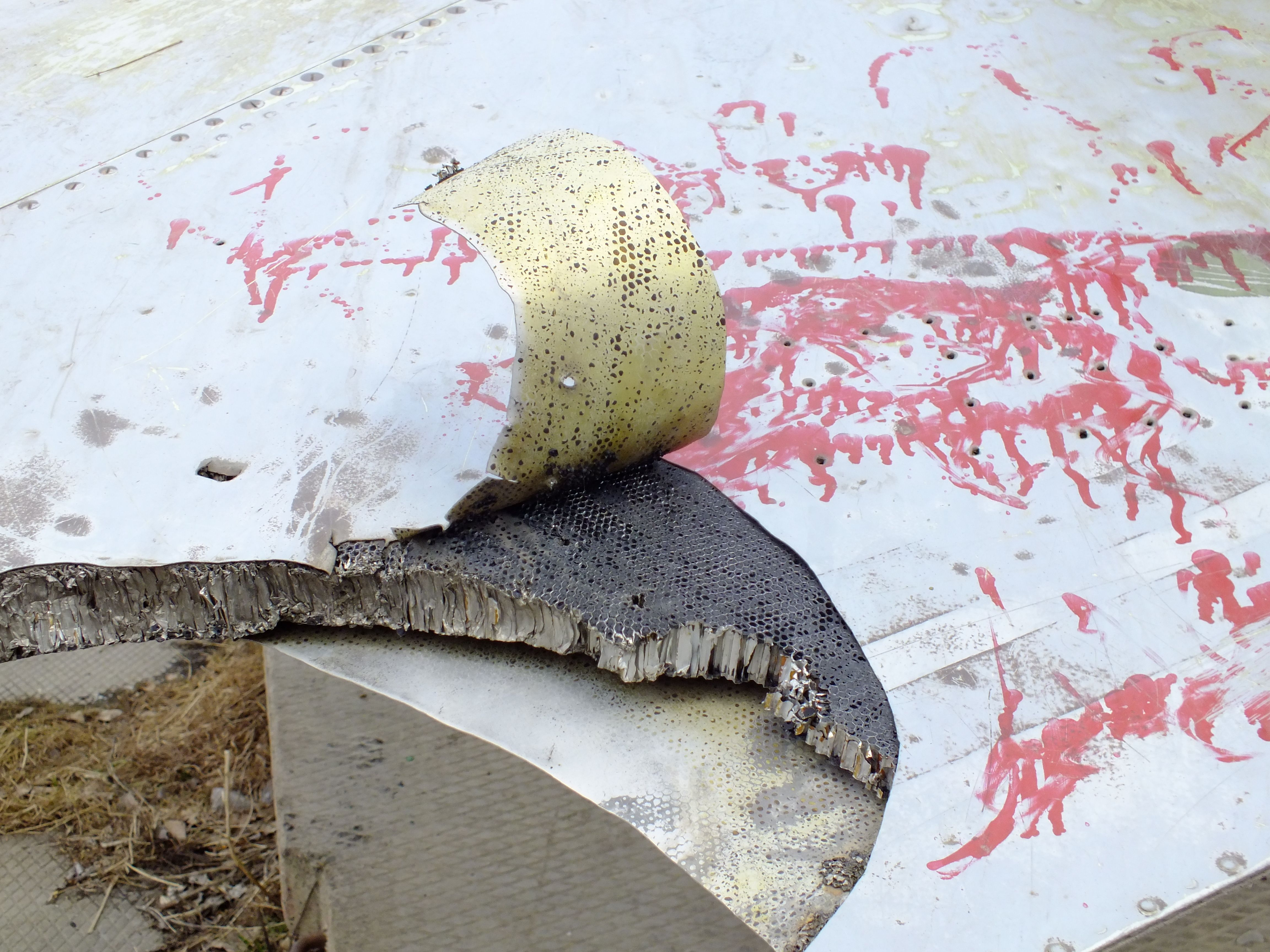
Стільникова обшивка, літак Міг-23

Можливі три способи з'єднання обшивки з каркасом:
- обшивка кріпиться тільки до стрингерів,
- обшивка кріпиться і до стрингерів, і до шпангоутів,
- обшивка кріпиться тільки до шпангоутів.

У першому випадку утворюються тільки поздовжні заклепкові шви, а поперечні шви відсутні, що покращує аеродинаміку фюзеляжу. Незакріплена на шпангоутах обшивка втрачає стійкість при менших навантаженнях, що призводить до збільшення маси конструкції. Щоб уникнути цього часто обшивку пов'язують з шпангоутом додаткової накладкою — компенсатором. Третій спосіб кріплення використовується тільки в обшивальних (безстрингерних) фюзеляжах.
Стільникова обшивка кріпиться до шпангоутів. Вона складається з двох металевих панелей і серцевини. Стільникова конструкція — шестикутного вигляду матеріал, зроблений з кераміки. В серцевині міститься клей, що дозволяє не використовувати заклепок. Така конструкція має високий опір деформації і здатна передавати напругу по всій своїй поверхні.